# HD 67621
HD 67621 är en blåvit underjätte i stjärnbilden Seglet.
Stjärnan har visuell magnitud +6,31 och är svagt synlig för blotta ögat vid mycket god seeing.